# Ladytron
Ladytron é uma banda electropop de Liverpool, Inglaterra.
Batizado com o nome de uma canção do Roxy Music, grupo que no começo dos anos 70 já antecipava questões do punk e Synthpop, o Ladytron surgiu em 1999, é formado por dois ingleses: Reuben Wu, descendente de chineses, e Daniel Hunt; e por duas mulheres: a escocesa Helen Marnie, responsável pela maioria dos vocais, e a búlgara Mira Arroyo.
Daniel Hunt é fã de Zé do Caixão e é casado com uma brasileira. O grupo já excursionou com Cansei de Ser Sexy como banda de abertura.

## História
Enquanto o electro pouco evoluiu desde então e teve sua morte decretada pelos mais afoitos, o Ladytron foi além. Muito em parte por sua "eletrônica com atitude", esboçada nos dois primeiros discos, "604" (2001) e "Light & Magic" (2002), e, enfim, lapidada no terceiro, o roqueiro "Witching Hour" (2005). O álbum "Extended Play" contém 5 remixes e 3 músicas inéditas. "Velocifero", álbum de 2009 segue a linha rocker, com toques eletrônicos, porém num estilo mais distante do minimalismo dos primeiros álbuns. Os hits são: "Ghosts" e "Black Cat".
| “ | "Se você quer fazer parte de uma cena, tem que fazer mais do mesmo. Não é o nosso caso." | ” |

O conceito inicial - que recriava a estética Kraftwerk do frio "homem-máquina" movido a sintetizadores- ganha agora mais flexibilidade, mas aprofunda o mergulho em temas ambíguos, que fazem conviver em uma mesma música sonoridades sombrias e o mais puro e descarado pop - em grande parte pela vozinha fantasmagórica e quase infantil de Marnie.
O segundo álbum, "Light & Magic" (2002), reforçou a percepção errada sobre o Ladytron. O disco teve hits usados em desfiles de moda e embalou comerciais de marcas como Levi's, no exterior. Nesse momento, o grupo começou a vestir uniformes.
| “ | "A ideia era justamente tomar uma atitude anti-fashion, ir contra as roupas coloridas e pomposas da cena electro. Mas não adiantou, as pessoas gostaram desse visual. Prestavam mais atenção à imagem." | ” |

Essa confusão também se aplica à música. Na primeira vez em que Hunt e Wu estiveram no Brasil, em 2004, para discotecar no festival Sónar Sound (hoje Nokia Trends), incluíram rock e esquecidos clássicos góticos, como "Temple of Love", do Sisters of Mercy, embananando quem esperava um set eletrônico.
| “ | "Há uma atmosfera sombria, de inquietação neste disco. O novo disco é mais dark, mas não é gótico. Foi assim que saiu, foi instintivo. Agora, nossas influências iniciais vieram à tona. Stereolab foi minha banda predileta durante anos; quando eu estava na escola, ouvia Ride e My Bloody Valentine. Esse era o som que tentávamos fazer quando começamos." | ” |

O conceito da banda começa a ficar mais claro agora, ao lançar seu terceiro álbum, "Witching Hour", que sai no Brasil pela Trama, influenciado pela roqueira cena "shoegazer" e "guitar bands" do começo dos 90. No hit "Sugar" percebe-se claramente a presença do estilo musical de bandas como Sonic Youth.
O que o público pode esperar do Ladytron é uma banda mais pesada, que leva ao palco sintetizadores - eles não usam samples - e instrumentos de bandas "de verdade", como guitarra e bateria.
| “ | "O povo da eletrônica sempre tem medo das bandas que acabam soando muito roqueiras. Sinto como se tivesse que ficar explicando que não nos tornamos uma banda de rock. Algumas pessoas vêem umas cem fotos da banda, mas ouvem apenas uma música." | ” |

Basta, no entanto, ouvir uma música do quarteto para perceber que, por trás de seus estilosos cortes de cabelo e estudado figurino, existe uma banda poderosa, que consegue fundir algumas das melhores referências musicais dos anos 60 a 90. É o "fab four" mais interessante de Liverpool atualmente.
| “ | "Seria horrível estar numa banda que é apenas parte de uma determinada cena, soar como algo que já existe. Por isso montamos o Ladytron… Numa loja de discos, queremos estar na seção L (de Ladytron), e não na seção D (de dance) ou R (de rock)." | ” |

Uma das principais atrações do Nokia Trends, em São Paulo, parecia ser a mais afetada das bandas. Rapidamente adotados pela plateia da música eletrônica, os quatro questionavam, no primeiro disco, por que dançar, se você pode ficar sozinho. Dizem achar uma bobagem tanta atenção ao seu visual fashion e que não se identificam com o electro -logo eles, que têm seus principais fãs no cenário da moda e no revival do Synthpop dos anos 80.
Em 2009 a banda colaborou com a cantora pop Christina Aguilera, em seu mais recente álbum Bionic, previsto para lançamento em junho de 2010.